# Seznam olympijských medailistů v alpském lyžování
Alpské lyžování se na zimních olympijských hrách objevilo poprvé v roce 1936 v Garmisch-Partenkirchenu a to pouze s kombinačním závodem mužů a žen. Postupně byly do programu zimních olympijských her zařazeny další disciplíny. V roce 1948 sjezd a slalom mužů i žen. V letech 1952–1984 se kombinační závody nejezdily.

## Muži

### Sjezd
- Do programu ZOH zařazena tato disciplína od roku 1948.

| Rok                        | Zlato                                       | Stříbro                                           | Bronz                                                         |
| -------------------------- | ------------------------------------------- | ------------------------------------------------- | ------------------------------------------------------------- |
| ZOH 1948 Svatý Mořic       | Henri Oreiller · Francie (FRA)              | Franz Gabl · Rakousko (AUT)                       | Karl Molitor · Švýcarsko (SUI) Rolf Olinger · Švýcarsko (SUI) |
| ZOH 1952 Oslo              | Zeno Colò · Itálie (ITA)                    | Othmar Schneider · Rakousko (AUT)                 | Christian Pravda · Rakousko (AUT)                             |
| ZOH 1956 Cortina d'Ampezzo | Toni Sailer · Rakousko (AUT)                | Raymond Fellay · Švýcarsko (SUI)                  | Andreas Molterer · Rakousko (AUT)                             |
| ZOH 1960 Squaw Valley      | Jean Vuarnet · Francie (FRA)                | Hans-Peter Lanig · Tým sjednoceného Německa (EUA) | Guy Périllat · Francie (FRA)                                  |
| ZOH 1964 Innsbruck         | Egon Zimmermann · Rakousko (AUT)            | Léo Lacroix · Francie (FRA)                       | Wolgang Bartels · Tým sjednoceného Německa (EUA)              |
| ZOH 1968 Grenoble          | Jean-Claude Killy · Francie (FRA)           | Guy Périllat · Francie (FRA)                      | Jean-Daniel Dätwyler · Švýcarsko (SUI)                        |
| ZOH 1972 Sapporo           | Bernhard Russi · Švýcarsko (SUI)            | Roland Collombin · Švýcarsko (SUI)                | Heinrich Messner · Rakousko (AUT)                             |
| ZOH 1976 Innsbruck         | Franz Klammer · Rakousko (AUT)              | Bernhard Russi · Švýcarsko (SUI)                  | Herbert Plank · Itálie (ITA)                                  |
| ZOH 1980 Lake Placid       | Leonhard Stock · Rakousko (AUT)             | Peter Wirnsberger · Rakousko (AUT)                | Steve Podborski · Kanada (CAN)                                |
| ZOH 1984 Sarajevo          | Bill Johnson · Spojené státy americké (USA) | Peter Müller · Švýcarsko (SUI)                    | Anton Steiner · Rakousko (AUT)                                |
| ZOH 1988 Calgary           | Pirmin Zurbriggen · Švýcarsko (SUI)         | Peter Müller · Švýcarsko (SUI)                    | Franck Piccard · Francie (FRA)                                |
| ZOH 1992 Albertville       | Patrick Ortlieb · Rakousko (AUT)            | Franck Piccard · Francie (FRA)                    | Günther Mader · Rakousko (AUT)                                |
| ZOH 1994 Lillehammer       | Tommy Moe · Spojené státy americké (USA)    | Kjetil André Aamodt · Norsko (NOR)                | Ed Podivinsky · Kanada (CAN)                                  |
| ZOH 1998 Nagano            | Jean-Luc Crétier · Francie (FRA)            | Lasse Kjus · Norsko (NOR)                         | Hannes Trinkl · Rakousko (AUT)                                |
| ZOH 2002 Salt Lake City    | Fritz Strobl · Rakousko (AUT)               | Lasse Kjus · Norsko (NOR)                         | Stephan Eberharter · Rakousko (AUT)                           |
| ZOH 2006 Turín             | Antoine Dénériaz · Francie (FRA)            | Michael Walchhofer · Rakousko (AUT)               | Bruno Kernen · Švýcarsko (SUI)                                |
| ZOH 2010 Vancouver         | Didier Défago · Švýcarsko (SUI)             | Aksel Lund Svindal · Norsko (NOR)                 | Bode Miller · Spojené státy americké (USA)                    |
| ZOH 2014 Soči              | Matthias Mayer · Rakousko (AUT)             | Christof Innerhofer · Itálie (ITA)                | Kjetil Jansrud · Norsko (NOR)                                 |
| ZOH 2018 Pchjongčchang     | Aksel Lund Svindal · Norsko (NOR)           | Kjetil Jansrud · Norsko (NOR)                     | Beat Feuz · Švýcarsko (SUI)                                   |
| ZOH 2022 Peking            | Beat Feuz · Švýcarsko (SUI)                 | Johan Clarey · Francie (FRA)                      | Matthias Mayer · Rakousko (AUT)                               |

### Super-G
- Do programu ZOH zařazena tato disciplína od roku 1988.

| Rok                     | Zlato                              | Stříbro                                                     | Bronz                                                               |
| ----------------------- | ---------------------------------- | ----------------------------------------------------------- | ------------------------------------------------------------------- |
| ZOH 1988 Calgary        | Franck Piccard · Francie (FRA)     | Helmut Mayer · Rakousko (AUT)                               | Lars-Börje Eriksson · Švédsko (SWE)                                 |
| ZOH 1992 Albertville    | Kjetil André Aamodt · Norsko (NOR) | Marc Girardelli · Lucembursko (LUX)                         | Jan Einar Thorsen · Norsko (NOR)                                    |
| ZOH 1994 Lillehammer    | Markus Wasmeier · Německo (GER)    | Tommy Moe · Spojené státy americké (USA)                    | Kjetil André Aamodt · Norsko (NOR)                                  |
| ZOH 1998 Nagano         | Hermann Maier · Rakousko (AUT)     | Didier Cuche · Švýcarsko (SUI) Hans Knauss · Rakousko (AUT) | medaile neudělena                                                   |
| ZOH 2002 Salt Lake City | Kjetil André Aamodt · Norsko (NOR) | Stephan Eberharter · Rakousko (AUT)                         | Andreas Schifferer · Rakousko (AUT)                                 |
| ZOH 2006 Turín          | Kjetil André Aamodt · Norsko (NOR) | Hermann Maier · Rakousko (AUT)                              | Ambrosi Hoffmann · Švýcarsko (SUI)                                  |
| ZOH 2010 Vancouver      | Aksel Lund Svindal · Norsko (NOR)  | Bode Miller · Spojené státy americké (USA)                  | Andrew Weibrecht · Spojené státy americké (USA)                     |
| ZOH 2014 Soči           | Kjetil Jansrud · Norsko (NOR)      | Andrew Weibrecht · Spojené státy americké (USA)             | Jan Hudec · Kanada (CAN) Bode Miller · Spojené státy americké (USA) |
| ZOH 2018 Pchjongčchang  | Matthias Mayer · Rakousko (AUT)    | Beat Feuz · Švýcarsko (SUI)                                 | Kjetil Jansrud · Norsko (NOR)                                       |
| ZOH 2022 Peking         | Matthias Mayer · Rakousko (AUT)    | Ryan Cochran-Siegle · Spojené státy americké (USA)          | Aleksander Aamodt Kilde · Norsko (NOR)                              |

### Obří slalom
- Do programu ZOH zařazena tato disciplína od roku 1952.

| Rok                        | Zlato                                     | Stříbro                                    | Bronz                                  |
| -------------------------- | ----------------------------------------- | ------------------------------------------ | -------------------------------------- |
| ZOH 1952 Oslo              | Stein Eriksen · Norsko (NOR)              | Christian Pravda · Rakousko (AUT)          | Toni Spiß · Rakousko (AUT)             |
| ZOH 1956 Cortina d'Ampezzo | Toni Sailer · Rakousko (AUT)              | Andreas Molterer · Rakousko (AUT)          | Walter Schuster · Rakousko (AUT)       |
| ZOH 1960 Squaw Valley      | Roger Staub · Švýcarsko (SUI)             | Josef Stiegler · Rakousko (AUT)            | Ernst Hinterseer · Rakousko (AUT)      |
| ZOH 1964 Innsbruck         | François Bonlieu · Francie (FRA)          | Karl Schranz · Rakousko (AUT)              | Josef Stiegler · Rakousko (AUT)        |
| ZOH 1968 Grenoble          | Jean-Claude Killy · Francie (FRA)         | Willy Favre · Švýcarsko (SUI)              | Heinrich Messner · Rakousko (AUT)      |
| ZOH 1972 Sapporo           | Gustav Thöni · Itálie (ITA)               | Edmund Bruggmann · Švýcarsko (SUI)         | Werner Mattle · Švýcarsko (SUI)        |
| ZOH 1976 Innsbruck         | Heini Hemmi · Švýcarsko (SUI)             | Ernst Good · Švýcarsko (SUI)               | Ingemar Stenmark · Švédsko (SWE)       |
| ZOH 1980 Lake Placid       | Ingemar Stenmark · Švédsko (SWE)          | Andreas Wenzel · Lichtenštejnsko (LIE)     | Hans Enn · Rakousko (AUT)              |
| ZOH 1984 Sarajevo          | Max Julen · Švýcarsko (SUI)               | Jure Franko · Jugoslávie (YUG)             | Andreas Wenzel · Lichtenštejnsko (LIE) |
| ZOH 1988 Calgary           | Alberto Tomba · Itálie (ITA)              | Hubert Strolz · Rakousko (AUT)             | Pirmin Zurbriggen · Švýcarsko (SUI)    |
| ZOH 1992 Albertville       | Alberto Tomba · Itálie (ITA)              | Marc Girardelli · Lucembursko (LUX)        | Kjetil André Aamodt · Norsko (NOR)     |
| ZOH 1994 Lillehammer       | Markus Wasmeier · Německo (GER)           | Urs Kälin · Švýcarsko (SUI)                | Christian Mayer · Rakousko (AUT)       |
| ZOH 1998 Nagano            | Hermann Maier · Rakousko (AUT)            | Stephan Eberharter · Rakousko (AUT)        | Michael von Grünigen · Švýcarsko (SUI) |
| ZOH 2002 Salt Lake City    | Stephan Eberharter · Rakousko (AUT)       | Bode Miller · Spojené státy americké (USA) | Lasse Kjus · Norsko (NOR)              |
| ZOH 2006 Turín             | Benjamin Raich · Rakousko (AUT)           | Joël Chenal · Francie (FRA)                | Hermann Maier · Rakousko (AUT)         |
| ZOH 2010 Vancouver         | Carlo Janka · Švýcarsko (SUI)             | Kjetil Jansrud · Norsko (NOR)              | Aksel Lund Svindal · Norsko (NOR)      |
| ZOH 2014 Soči              | Ted Ligety · Spojené státy americké (USA) | Steve Missillier · Francie (FRA)           | Alexis Pinturault · Francie (FRA)      |
| ZOH 2018 Pchjongčchang     | Marcel Hirscher · Rakousko (AUT)          | Henrik Kristoffersen · Norsko (NOR)        | Alexis Pinturault · Francie (FRA)      |
| ZOH 2022 Peking            | Marco Odermatt · Švýcarsko (SUI)          | Žan Kranjec · Slovinsko (SLO)              | Mathieu Faivre · Francie (FRA)         |

### Slalom
- Do programu ZOH zařazena tato disciplína od roku 1948.

| Rok                        | Zlato                                       | Stříbro                                     | Bronz                                      |
| -------------------------- | ------------------------------------------- | ------------------------------------------- | ------------------------------------------ |
| ZOH 1948 Svatý Mořic       | Edy Reinalter · Švýcarsko (SUI)             | James Couttet · Francie (FRA)               | Henri Oreiller · Francie (FRA)             |
| ZOH 1952 Oslo              | Othmar Schneider · Rakousko (AUT)           | Stein Eriksen · Norsko (NOR)                | Guttorm Berge · Norsko (NOR)               |
| ZOH 1956 Cortina d'Ampezzo | Toni Sailer · Rakousko (AUT)                | Čiharu Igaja · Japonsko (JPN)               | Stig Sollander · Švédsko (SWE)             |
| ZOH 1960 Squaw Valley      | Ernst Hinterseer · Rakousko (AUT)           | Matthias Leitner · Rakousko (AUT)           | Charles Bozon · Francie (FRA)              |
| ZOH 1964 Innsbruck         | Josef Stiegler · Rakousko (AUT)             | William Kidd · Spojené státy americké (USA) | James Heuga · Spojené státy americké (USA) |
| ZOH 1968 Grenoble          | Jean-Claude Killy · Francie (FRA)           | Herbert Huber · Rakousko (AUT)              | Alfred Matt · Rakousko (AUT)               |
| ZOH 1972 Sapporo           | Francisco Fernández Ochoa · Španělsko (ESP) | Gustav Thöni · Itálie (ITA)                 | Roland Thöni · Itálie (ITA)                |
| ZOH 1976 Innsbruck         | Piero Gros · Itálie (ITA)                   | Gustav Thöni · Itálie (ITA)                 | Willi Frommelt · Lichtenštejnsko (LIE)     |
| ZOH 1980 Lake Placid       | Ingemar Stenmark · Švédsko (SWE)            | Phil Mahre · Spojené státy americké (USA)   | Jacques Lüthy · Švýcarsko (SUI)            |
| ZOH 1984 Sarajevo          | Phil Mahre · Spojené státy americké (USA)   | Steve Mahre · Spojené státy americké (USA)  | Didier Bouvet · Francie (FRA)              |
| ZOH 1988 Calgary           | Alberto Tomba · Itálie (ITA)                | Frank Wörndl · Západní Německo (FRG)        | Paul Frommelt · Lichtenštejnsko (LIE)      |
| ZOH 1992 Albertville       | Finn Christian Jagge · Norsko (NOR)         | Alberto Tomba · Itálie (ITA)                | Michael Tritscher · Rakousko (AUT)         |
| ZOH 1994 Lillehammer       | Thomas Stangassinger · Rakousko (AUT)       | Alberto Tomba · Itálie (ITA)                | Jure Košir · Slovinsko (SLO)               |
| ZOH 1998 Nagano            | Hans Petter Buraas · Norsko (NOR)           | Ole Christian Furuseth · Norsko (NOR)       | Thomas Sykora · Rakousko (AUT)             |
| ZOH 2002 Salt Lake City    | Jean-Pierre Vidal · Francie (FRA)           | Sébastien Amiez · Francie (FRA)             | Benjamin Raich · Rakousko (AUT)            |
| ZOH 2006 Turín             | Benjamin Raich · Rakousko (AUT)             | Reinfried Herbst · Rakousko (AUT)           | Rainer Schönfelder · Rakousko (AUT)        |
| ZOH 2010 Vancouver         | Giuliano Razzoli · Itálie (ITA)             | Ivica Kostelić · Chorvatsko (CRO)           | André Myhrer · Švédsko (SWE)               |
| ZOH 2014 Soči              | Mario Matt · Rakousko (AUT)                 | Marcel Hirscher · Rakousko (AUT)            | Henrik Kristoffersen · Norsko (NOR)        |
| ZOH 2018 Pchjongčchang     | André Myhrer · Švédsko (SWE)                | Ramon Zenhäusern · Švýcarsko (SUI)          | Michael Matt · Rakousko (AUT)              |
| ZOH 2022 Peking            | Clément Noël · Francie (FRA)                | Johannes Strolz · Rakousko (AUT)            | Sebastian Foss-Solevåg · Norsko (NOR)      |

### Alpská kombinace
- Do programu ZOH zařazena tato disciplína od roku 1936.
- V letech 1952–1984 nebyla zařazena do programu zimních olympijských her.

| Rok                             | Zlato                                      | Stříbro                                    | Bronz                                         |
| ------------------------------- | ------------------------------------------ | ------------------------------------------ | --------------------------------------------- |
| ZOH 1936 Garmisch-Partenkirchen | Franz Pfnür · Německo (GER)                | Adolf Gustav Lantschner · Německo (GER)    | Émile Allais · Francie (FRA)                  |
| ZOH 1948 Svatý Mořic            | Henri Oreiller · Francie (FRA)             | Karl Molitor · Švýcarsko (SUI)             | James Couttet · Francie (FRA)                 |
| ZOH 1988 Calgary                | Hubert Strolz · Rakousko (AUT)             | Benrhard Gstrein · Rakousko (AUT)          | Paul Accola · Švýcarsko (SUI)                 |
| ZOH 1992 Albertville            | Josef Polig · Itálie (ITA)                 | Gianfranco Martin · Itálie (ITA)           | Steve Locher · Švýcarsko (SUI)                |
| ZOH 1994 Lillehammer            | Lasse Kjus · Norsko (NOR)                  | Kjetil André Aamodt · Norsko (NOR)         | Harald Christian Strand Nilsen · Norsko (NOR) |
| ZOH 1998 Nagano                 | Mario Reiter · Rakousko (AUT)              | Lasse Kjus · Norsko (NOR)                  | Christian Mayer · Rakousko (AUT)              |
| ZOH 2002 Salt Lake City         | Kjetil André Aamodt · Norsko (NOR)         | Bode Miller · Spojené státy americké (USA) | Benjamin Raich · Rakousko (AUT)               |
| ZOH 2006 Turín                  | Ted Ligety · Spojené státy americké (USA)  | Ivica Kostelić · Chorvatsko (CRO)          | Rainer Schönfelder · Rakousko (AUT)           |
| ZOH 2010 Vancouver              | Bode Miller · Spojené státy americké (USA) | Ivica Kostelić · Chorvatsko (CRO)          | Silvan Zurbriggen · Švýcarsko (SUI)           |
| ZOH 2014 Soči                   | Sandro Viletta · Švýcarsko (SUI)           | Ivica Kostelić · Chorvatsko (CRO)          | Christof Innerhofer · Itálie (ITA)            |
| ZOH 2018 Pchjongčchang          | Marcel Hirscher · Rakousko (AUT)           | Alexis Pinturault · Francie (FRA)          | Victor Muffat-Jeandet · Francie (FRA)         |
| ZOH 2022 Peking                 | Johannes Strolz · Rakousko (AUT)           | Aleksander Aamodt Kilde · Norsko (NOR)     | James Crawford · Kanada (CAN)                 |

## Ženy

### Sjezd žen
- Do programu ZOH zařazena tato disciplína od roku 1948.

| Rok                        | Zlato                                                               | Stříbro                                         | Bronz                                            |
| -------------------------- | ------------------------------------------------------------------- | ----------------------------------------------- | ------------------------------------------------ |
| ZOH 1948 Svatý Mořic       | Hedy Schluneggerová · Švýcarsko (SUI)                               | Trude Jochumová-Beiserová · Rakousko (AUT)      | Resi Hammererová · Rakousko (AUT)                |
| ZOH 1952 Oslo              | Trude Jochumová-Beiserová · Rakousko (AUT)                          | Annemarie Buchnerová · Německo (GER)            | Giuliana Chenal-Minuzzoová · Itálie (ITA)        |
| ZOH 1956 Cortina d'Ampezzo | Madeleine Berthodová · Švýcarsko (SUI)                              | Frieda Dänzerová · Švýcarsko (SUI)              | Lucille Wheelerová · Kanada (CAN)                |
| ZOH 1960 Squaw Valley      | Heidi Bieblová · Tým sjednoceného Německa (EUA)                     | Penny Pitouová · Spojené státy americké (USA)   | Traudl Hecherová · Rakousko (AUT)                |
| ZOH 1964 Innsbruck         | Christl Haasová · Rakousko (AUT)                                    | Edith Zimmermannová · Rakousko (AUT)            | Traudl Hecherová · Rakousko (AUT)                |
| ZOH 1968 Grenoble          | Olga Pallová · Rakousko (AUT)                                       | Isabelle Mirová · Francie (FRA)                 | Christl Haasová · Rakousko (AUT)                 |
| ZOH 1972 Sapporo           | Marie-Theres Nadigová · Švýcarsko (SUI)                             | Annemarie Moserová-Pröllová · Rakousko (AUT)    | Susan Corrocková · Spojené státy americké (USA)  |
| ZOH 1976 Innsbruck         | Rosi Mittermaierová · Západní Německo (FRG)                         | Brigitte Totschnigová · Rakousko (AUT)          | Cynthia Nelsonová · Spojené státy americké (USA) |
| ZOH 1980 Lake Placid       | Annemarie Moserová-Pröllová · Rakousko (AUT)                        | Hanni Wenzelová · Lichtenštejnsko (LIE)         | Marie-Theres Nadigová · Švýcarsko (SUI)          |
| ZOH 1984 Sarajevo          | Michela Figiniová · Švýcarsko (SUI)                                 | Maria Walliserová · Švýcarsko (SUI)             | Olga Charvátová · Československo (TCH)           |
| ZOH 1988 Calgary           | Marina Kiehlová · Západní Německo (FRG)                             | Brigitte Oertliová · Švýcarsko (SUI)            | Karen Percyová · Kanada (CAN)                    |
| ZOH 1992 Albertville       | Kerrin Lee-Gartnerová · Kanada (CAN)                                | Hillary Lindhová · Spojené státy americké (USA) | Veronika Wallingerová · Rakousko (AUT)           |
| ZOH 1994 Lillehammer       | Katja Seizingerová · Německo (GER)                                  | Picabo Streetová · Spojené státy americké (USA) | Isolde Kostnerová · Itálie (ITA)                 |
| ZOH 1998 Nagano            | Katja Seizingerová · Německo (GER)                                  | Pernilla Wibergová · Švédsko (SWE)              | Florence Masnadová · Francie (FRA)               |
| ZOH 2002 Salt Lake City    | Carole Montilletová · Francie (FRA)                                 | Isolde Kostnerová · Itálie (ITA)                | Renate Götschlová · Rakousko (AUT)               |
| ZOH 2006 Turín             | Michaela Dorfmeisterová · Rakousko (AUT)                            | Martina Schildová · Švýcarsko (SUI)             | Anja Pärsonová · Švédsko (SWE)                   |
| ZOH 2010 Vancouver         | Lindsey Vonnová · Spojené státy americké (USA)                      | Julia Mancusová · Spojené státy americké (USA)  | Elisabeth Görglová · Rakousko (AUT)              |
| ZOH 2014 Soči              | Tina Mazeová · Slovinsko (SLO) Dominique Gisinová · Švýcarsko (SUI) | medaile neudělena                               | Lara Gutová · Švýcarsko (SUI)                    |
| ZOH 2018 Pchjongčchang     | Sofia Goggiová · Itálie (ITA)                                       | Ragnhild Mowinckelová · Norsko (NOR)            | Lindsey Vonnová · Spojené státy americké (USA)   |
| ZOH 2022 Peking            | Corinne Suterová · Švýcarsko (SUI)                                  | Sofia Goggiová · Itálie (ITA)                   | Nadia Delagová · Itálie (ITA)                    |

### Super-G žen
- Do programu ZOH zařazena tato disciplína od roku 1988.

| Rok                     | Zlato                                           | Stříbro                                  | Bronz                                          |
| ----------------------- | ----------------------------------------------- | ---------------------------------------- | ---------------------------------------------- |
| ZOH 1988 Calgary        | Sigrid Wolfová · Rakousko (AUT)                 | Michela Figiniová · Švýcarsko (SUI)      | Karen Percyová · Kanada (CAN)                  |
| ZOH 1992 Albertville    | Deborah Compagnoniová · Itálie (ITA)            | Carole Merleová · Francie (FRA)          | Katja Seizingerová · Německo (GER)             |
| ZOH 1994 Lillehammer    | Diann Roffeová · Spojené státy americké (USA)   | Svetlana Gladiševová · Rusko (RUS)       | Isolde Kostnerová · Itálie (ITA)               |
| ZOH 1998 Nagano         | Picabo Streetová · Spojené státy americké (USA) | Michaela Dorfmeisterová · Rakousko (AUT) | Alexandra Meissnitzerová · Rakousko (AUT)      |
| ZOH 2002 Salt Lake City | Daniela Ceccarelliová · Itálie (ITA)            | Janica Kostelićová · Chorvatsko (CRO)    | Karen Putzerová · Itálie (ITA)                 |
| ZOH 2006 Turín          | Michaela Dorfmeisterová · Rakousko (AUT)        | Janica Kostelićová · Chorvatsko (CRO)    | Alexandra Meissnitzerová · Rakousko (AUT)      |
| ZOH 2010 Vancouver      | Andrea Fischbacherová · Rakousko (AUT)          | Tina Mazeová · Slovinsko (SLO)           | Lindsey Vonnová · Spojené státy americké (USA) |
| ZOH 2014 Soči           | Anna Fenningerová · Rakousko (AUT)              | Maria Höflová-Rieschová · Německo (GER)  | Nicole Hospová · Rakousko (AUT)                |
| ZOH 2018 Pchjongčchang  | Ester Ledecká · Česko (CZE)                     | Anna Veithová · Rakousko (AUT)           | Tina Weiratherová · Lichtenštejnsko (LIE)      |
| ZOH 2022 Peking         | Lara Gutová-Behramiová · Švýcarsko (SUI)        | Mirjam Puchnerová · Rakousko (AUT)       | Michelle Gisinová · Švýcarsko (SUI)            |

### Obří slalom žen
- Do programu ZOH zařazena tato disciplína od roku 1952.

| Rok                        | Zlato                                                     | Stříbro                                                                               | Bronz                                     |
| -------------------------- | --------------------------------------------------------- | ------------------------------------------------------------------------------------- | ----------------------------------------- |
| ZOH 1952 Oslo              | Andrea Meadová-Lawrenceová · Spojené státy americké (USA) | Dagmar Romová · Rakousko (AUT)                                                        | Annemarie Buchnerová · Německo (GER)      |
| ZOH 1956 Cortina d'Ampezzo | Ossi Reichertová · Tým sjednoceného Německa (EUA)         | Josefine Frandlová · Rakousko (AUT)                                                   | Dorothea Hochleitnerová · Rakousko (AUT)  |
| ZOH 1960 Squaw Valley      | Yvonne Rüeggová · Švýcarsko (SUI)                         | Penny Pitouová · Spojené státy americké (USA)                                         | Giuliana Chenal-Minuzzoová · Itálie (ITA) |
| ZOH 1964 Innsbruck         | Marielle Goitschelová · Francie (FRA)                     | Christine Goitschelová · Francie (FRA) Jean Saubertová · Spojené státy americké (USA) | medaile neudělena                         |
| ZOH 1968 Grenoble          | Nancy Greeneová · Kanada (CAN)                            | Annie Famoseová · Francie (FRA)                                                       | Fernande Bochataová · Švýcarsko (SUI)     |
| ZOH 1972 Sapporo           | Marie-Theres Nadigová · Švýcarsko (SUI)                   | Annemarie Moserová-Pröllová · Rakousko (AUT)                                          | Wiltrud Drexelová · Rakousko (AUT)        |
| ZOH 1976 Innsbruck         | Kathy Kreinerová · Kanada (CAN)                           | Rosi Mittermaierová · Západní Německo (FRG)                                           | Danièle Debernardová · Francie (FRA)      |
| ZOH 1980 Lake Placid       | Hanni Wenzelová · Lichtenštejnsko (LIE)                   | Irene Eppleová · Západní Německo (FRG)                                                | Perrine Pelenová · Francie (FRA)          |
| ZOH 1984 Sarajevo          | Debbie Armstrongová · Spojené státy americké (USA)        | Christin Cooperová · Spojené státy americké (USA)                                     | Perrine Pelenová · Francie (FRA)          |
| ZOH 1988 Calgary           | Vreni Schneiderová · Švýcarsko (SUI)                      | Christa Kinshofer-Güthleinová · Západní Německo (FRG)                                 | Maria Walliserová · Švýcarsko (SUI)       |
| ZOH 1992 Albertville       | Pernilla Wibergová · Švédsko (SWE)                        | Diann Roffeová · Spojené státy americké (USA) Anita Wachterová · Rakousko (AUT)       | medaile neudělena                         |
| ZOH 1994 Lillehammer       | Deborah Compagnoniová · Itálie (ITA)                      | Martina Ertlová · Německo (GER)                                                       | Vreni Schneiderová · Švýcarsko (SUI)      |
| ZOH 1998 Nagano            | Deborah Compagnoniová · Itálie (ITA)                      | Alexandra Meissnitzerová · Rakousko (AUT)                                             | Katja Seizingerová · Německo (GER)        |
| ZOH 2002 Salt Lake City    | Janica Kostelićová · Chorvatsko (CRO)                     | Anja Pärsonová · Švédsko (SWE)                                                        | Sonja Nefová · Švýcarsko (SUI)            |
| ZOH 2006 Turín             | Julia Mancusová · Spojené státy americké (USA)            | Tanja Poutiainenová · Finsko (FIN)                                                    | Anna Ottossonová · Švédsko (SWE)          |
| ZOH 2010 Vancouver         | Viktoria Rebensburgová · Německo (GER)                    | Tina Mazeová · Slovinsko (SLO)                                                        | Elisabeth Goerglová · Rakousko (AUT)      |
| ZOH 2014 Soči              | Tina Mazeová · Slovinsko (SLO)                            | Anna Fenningerová · Rakousko (AUT)                                                    | Viktoria Rebensburgová · Německo (GER)    |
| ZOH 2018 Pchjongčchang     | Mikaela Shiffrinová · Spojené státy americké (USA)        | Ragnhild Mowinckelová · Norsko (NOR)                                                  | Federica Brignoneová · Itálie (ITA)       |
| ZOH 2022 Peking            | Sara Hectorová · Švédsko (SWE)                            | Federica Brignoneová · Itálie (ITA)                                                   | Lara Gutová-Behramiová · Švýcarsko (SUI)  |

### Slalom žen
- Do programu ZOH zařazena tato disciplína od roku 1948.

| Rok                        | Zlato                                                     | Stříbro                                               | Bronz                                                   |
| -------------------------- | --------------------------------------------------------- | ----------------------------------------------------- | ------------------------------------------------------- |
| ZOH 1948 Svatý Mořic       | Gretchen Fraserová · Spojené státy americké (USA)         | Antoinette Meyerová · Švýcarsko (SUI)                 | Erika Mahringerová · Rakousko (AUT)                     |
| ZOH 1952 Oslo              | Andrea Meadová-Lawrenceová · Spojené státy americké (USA) | Ossi Reichertová · Německo (GER)                      | Annemarie Buchnerová · Německo (GER)                    |
| ZOH 1956 Cortina d'Ampezzo | Renée Colliardová · Švýcarsko (SUI)                       | Regina Schöpfová · Rakousko (AUT)                     | Jevgenija Sidorovová · Sovětský svaz (URS)              |
| ZOH 1960 Squaw Valley      | Anne Heggtveitová · Kanada (CAN)                          | Betsy Sniteová · Spojené státy americké (USA)         | Barbara Hennebergerová · Tým sjednoceného Německa (EUA) |
| ZOH 1964 Innsbruck         | Christine Goitschelová · Francie (FRA)                    | Marielle Goitschelová · Francie (FRA)                 | Jean Saubertová · Spojené státy americké (USA)          |
| ZOH 1968 Grenoble          | Marielle Goitschelová · Francie (FRA)                     | Nancy Greeneová · Kanada (CAN)                        | Annie Famoseová · Francie (FRA)                         |
| ZOH 1972 Sapporo           | Barbara Cochranová · Spojené státy americké (USA)         | Danièle Debernardová · Francie (FRA)                  | Florence Steurerová · Francie (FRA)                     |
| ZOH 1976 Innsbruck         | Rosi Mittermaierová · Západní Německo (FRG)               | Claudia Giordaniová · Itálie (ITA)                    | Hanni Wenzelová · Lichtenštejnsko (LIE)                 |
| ZOH 1980 Lake Placid       | Hanni Wenzelová · Lichtenštejnsko (LIE)                   | Christa Kinshofer-Güthleinová · Západní Německo (FRG) | Erika Hessová · Švýcarsko (SUI)                         |
| ZOH 1984 Sarajevo          | Paoletta Magoniová · Itálie (ITA)                         | Perrine Pelenová · Francie (FRA)                      | Ursula Konzettová · Lichtenštejnsko (LIE)               |
| ZOH 1988 Calgary           | Vreni Schneiderová · Švýcarsko (SUI)                      | Mateja Svetová · Jugoslávie (YUG)                     | Christa Kinshofer-Güthleinová · Západní Německo (FRG)   |
| ZOH 1992 Albertville       | Petra Kronbergerová · Rakousko (AUT)                      | Annelise Cobergerová · Nový Zéland (NZL)              | Blanca Fernández Ochoaová · Španělsko (ESP)             |
| ZOH 1994 Lillehammer       | Vreni Schneiderová · Švýcarsko (SUI)                      | Elfi Ederová · Rakousko (AUT)                         | Katja Korenová · Slovinsko (SLO)                        |
| ZOH 1998 Nagano            | Hilde Gergová · Německo (GER)                             | Deborah Compagnoniová · Itálie (ITA)                  | Zali Steggallová · Austrálie (AUS)                      |
| ZOH 2002 Salt Lake City    | Janica Kostelićová · Chorvatsko (CRO)                     | Laure Péquegnotová · Francie (FRA)                    | Anja Pärsonová · Švédsko (SWE)                          |
| ZOH 2006 Turín             | Anja Pärsonová · Švédsko (SWE)                            | Nicole Hospová · Rakousko (AUT)                       | Marlies Schildová · Rakousko (AUT)                      |
| ZOH 2010 Vancouver         | Maria Rieschová · Německo (GER)                           | Marlies Schildová · Rakousko (AUT)                    | Šárka Záhrobská · Česko (CZE)                           |
| ZOH 2014 Soči              | Mikaela Shiffrinová · Spojené státy americké (USA)        | Marlies Schildová · Rakousko (AUT)                    | Kathrin Zettelová · Rakousko (AUT)                      |
| ZOH 2018 Pchjongčchang     | Frida Hansdotterová · Švédsko (SWE)                       | Wendy Holdenerová · Švýcarsko (SUI)                   | Katharina Gallhuberová · Rakousko (AUT)                 |
| ZOH 2022 Peking            | Petra Vlhová · Slovensko (SVK)                            | Katharina Liensbergerová · Rakousko (AUT)             | Wendy Holdenerová · Švýcarsko (SUI)                     |

### Alpská kombinace žen
- Do programu ZOH zařazena tato disciplína od roku 1936.
- V letech 1952–1984 nebyla zařazena do programu zimních olympijských her.

| Rok                             | Zlato                                      | Stříbro                                            | Bronz                                          |
| ------------------------------- | ------------------------------------------ | -------------------------------------------------- | ---------------------------------------------- |
| ZOH 1936 Garmisch-Partenkirchen | Christl Cranzová · Německo (GER)           | Käthe Graseggerová · Německo (GER)                 | Laila Schou Nilsenová · Norsko (NOR)           |
| ZOH 1948 Svatý Mořic            | Trude Jochumová-Beiserová · Rakousko (AUT) | Gretchen Fraserová · Spojené státy americké (USA)  | Erika Mahringerová · Rakousko (AUT)            |
| ZOH 1988 Calgary                | Anita Wachterová · Rakousko (AUT)          | Brigitte Oertliová · Švýcarsko (SUI)               | Maria Walliserová · Švýcarsko (SUI)            |
| ZOH 1992 Albertville            | Petra Kronbergerová · Rakousko (AUT)       | Anita Wachterová · Rakousko (AUT)                  | Florence Masnadová · Francie (FRA)             |
| ZOH 1994 Lillehammer            | Pernilla Wibergová · Švédsko (SWE)         | Vreni Schneiderová · Švýcarsko (SUI)               | Alenka Dovžanová · Slovinsko (SLO)             |
| ZOH 1998 Nagano                 | Katja Seizingerová · Německo (GER)         | Martina Ertlová · Německo (GER)                    | Hilde Gergová · Německo (GER)                  |
| ZOH 2002 Salt Lake City         | Janica Kostelićová · Chorvatsko (CRO)      | Renate Götschlová · Rakousko (AUT)                 | Martina Ertlová · Německo (GER)                |
| ZOH 2006 Turín                  | Janica Kostelićová · Chorvatsko (CRO)      | Marlies Schildová · Rakousko (AUT)                 | Anja Pärsonová · Švédsko (SWE)                 |
| ZOH 2010 Vancouver              | Maria Rieschová · Německo (GER)            | Julia Mancusová · Spojené státy americké (USA)     | Anja Pärsonová · Švédsko (SWE)                 |
| ZOH 2014 Soči                   | Maria Rieschová · Německo (GER)            | Nicole Hospová · Rakousko (AUT)                    | Julia Mancusová · Spojené státy americké (USA) |
| ZOH 2018 Pchjongčchang          | Michelle Gisinová · Švýcarsko (SUI)        | Mikaela Shiffrinová · Spojené státy americké (USA) | Wendy Holdenerová · Švýcarsko (SUI)            |
| ZOH 2022 Peking                 | Michelle Gisinová · Švýcarsko (SUI)        | Wendy Holdenerová · Švýcarsko (SUI)                | Federica Brignoneová · Itálie (ITA)            |

## Smíšené soutěže

### Paralelní slalom smíšených družstev
- Do programu ZOH zařazena tato disciplína od roku 2018.

| Rok                    | Zlato | Stříbro | Bronz |
| ---------------------- | --- | --- | --- |
| ZOH 2018 Pchjongčchang | Švýcarsko (SUI) · Luca Aerni · Denise Feierabendová · Wendy Holdenerová · Daniel Yule · Ramon Zenhäusern ·                                  | Rakousko (AUT) · Stephanie Brunner · Manuel Feller · Katharina Gallhuberová · Katharina Liensbergerová · Michael Matt · Marco Schwarz | Norsko (NOR) · Sebastian Foss-Solevåg · Nina Haverová-Løsethová · Leif Kristian Nestvold-Haugen · Kristin Lysdahlová · Jonathan Nordbotten · Maren Skjøldová |
| ZOH 2022 Peking        | Rakousko (AUT) · Katharina Huberová · Katharina Liensbergerová · Katharina Truppeová · Stefan Brennsteiner · Michael Matt · Johannes Strolz | Německo (GER) · Emma Aicherová · Lena Dürrová · Julian Rauchfuß · Alexander Schmid · Linus Straßer                                    | Norsko (NOR) · Mina Fürst Holtmannová · Thea Louise Stjernesundová · Maria Therese Tvibergová · Timon Haugan · Fabian Wilkens Solheim · Rasmus Windingstad   |